# Minnesota Twins
El Minnesota Twins és un club professional de beisbol estatunidenc de la ciutat de Minneapolis (Minnesota) que disputa l'MLB.

## Palmarès
- Campionats de l'MLB (3): 1991, 1987, 1924
- Campionats de la Lliga Americana (6): 1991, 1987, 1965, 1933, 1925, 1924
- Campionats de la Divisió Central (4): 2006, 2004, 2003, 2002
- Campionats de la Divisió Oest (4): 1991, 1987, 1970, 1969

## Evolució de la franquícia
- Minnesota Twins (1961-present)
- Washington Nationals/Senators (1901-1960)
- Kansas City Blues (1894-1900)

## Colors
Blau marí, vermell i blanc.

## Estadis
- Target Field (2009-Present)
- Hubert H. Humphrey Metrodome (1982-2009)
- Metropolitan Stadium (1961-1981)
- Griffith Stadium (1911-1960)
  - a.k.a. National Park (1911-1920)
- National Park (1903-1910)
- American League Park (1901-1902)

## Números retirats
- Harmon Killebrew 3
- Tony Oliva 6
- Kent Hrbek 14
- Rod Carew 29
- Kirby Puckett 34
- Jackie Robinson 42